# دغل‌کار
دغل‌کار (انگلیسی: The Rogue) یا بلوندهایی با لباس چرم مشکی (انگلیسی: Blondes in Black Leather) با نام اصلی ناک‌اوت (صربی: Нокаут) یک فیلم درام اروتیک صربی-ایتالیایی به کارگردانی بورو دراشکوویچ است که در سال ۱۹۷۱ منتشر شد.

## گزیدهٔ بازیگران
- باربارا بوشه
- گابریله آنتونینی
- مارگارت لی
- یاگودا کالوپر